# Оксид вольфрама(IV)
Окси́д вольфра́ма(IV) (другие названия: диоксид вольфрама, двуокись вольфрама) — неорганическое соединение, оксид металла вольфрама с формулой WO2,
коричневые кристаллы,
не растворимые в воде.

## Получение
- Восстановление оксида вольфрама(VI) водородом:

{\displaystyle {\mathsf {WO_{3}+H_{2}\ {\xrightarrow {600^{o}C}}\ WO_{2}+H_{2}O}}}
- Восстановление оксида вольфрама(VI) металлическим вольфрамом:

{\displaystyle {\mathsf {2WO_{3}+W\ {\xrightarrow {1000^{o}C}}\ 3WO_{2}}}}
- Восстановление оксида вольфрама(VI) углеродом:

{\displaystyle {\mathsf {WO_{3}+C\ {\xrightarrow {900-1000^{o}C}}\ WO_{2}+CO\uparrow }}}

## Физические свойства
Оксид вольфрама(IV) образует коричневые кристаллы
моноклинной сингонии,
пространственная группа P 21,
параметры ячейки a = 0,5650 нм, b = 0,4892 нм, c = 0,5550 нм, β = 120,42°, Z = 4.
Разлагается при нагревании до 1852°С.
Не растворяется в воде.

## Химические свойства
- Окисляется при нагревании на воздухе:

{\displaystyle {\mathsf {2WO_{2}+O_{2}\ {\xrightarrow {500^{o}C}}\ 2WO_{3}}}}
- Реагирует при нагревании с концентрированными кислотами:

{\displaystyle {\mathsf {WO_{2}+2HCl\ {\xrightarrow {90^{o}C}}\ WO_{2}Cl_{2}+H_{2}\uparrow }}}
- Реагирует при нагревании с концентрированными щелочами:

{\displaystyle {\mathsf {WO_{2}+2KOH\ {\xrightarrow {90^{o}C}}\ K_{2}WO_{4}+H_{2}\uparrow }}}
- Реагирует при нагревании с оксидом азота(IV):

{\displaystyle {\mathsf {WO_{2}+NO_{2}\ {\xrightarrow {500^{o}C}}\ WO_{3}+NO\uparrow }}}
- Реагирует при нагревании с оксидом азота(I):

{\displaystyle {\mathsf {4WO_{2}+3N_{2}O\ {\xrightarrow {300^{o}C}}\ W_{4}O_{11}+3N_{2}\uparrow }}}
- Реагирует при нагревании с серой:

{\displaystyle {\mathsf {WO_{2}+3S\ {\xrightarrow {T}}\ WS_{2}+SO_{2}\uparrow }}}
- Реагирует при нагревании с тетрахлорметаном:

{\displaystyle {\mathsf {WO_{2}+2CCl_{4}\ {\xrightarrow {T}}\ WCl_{4}+2COCl_{2}}}}